# Krásna Lúka

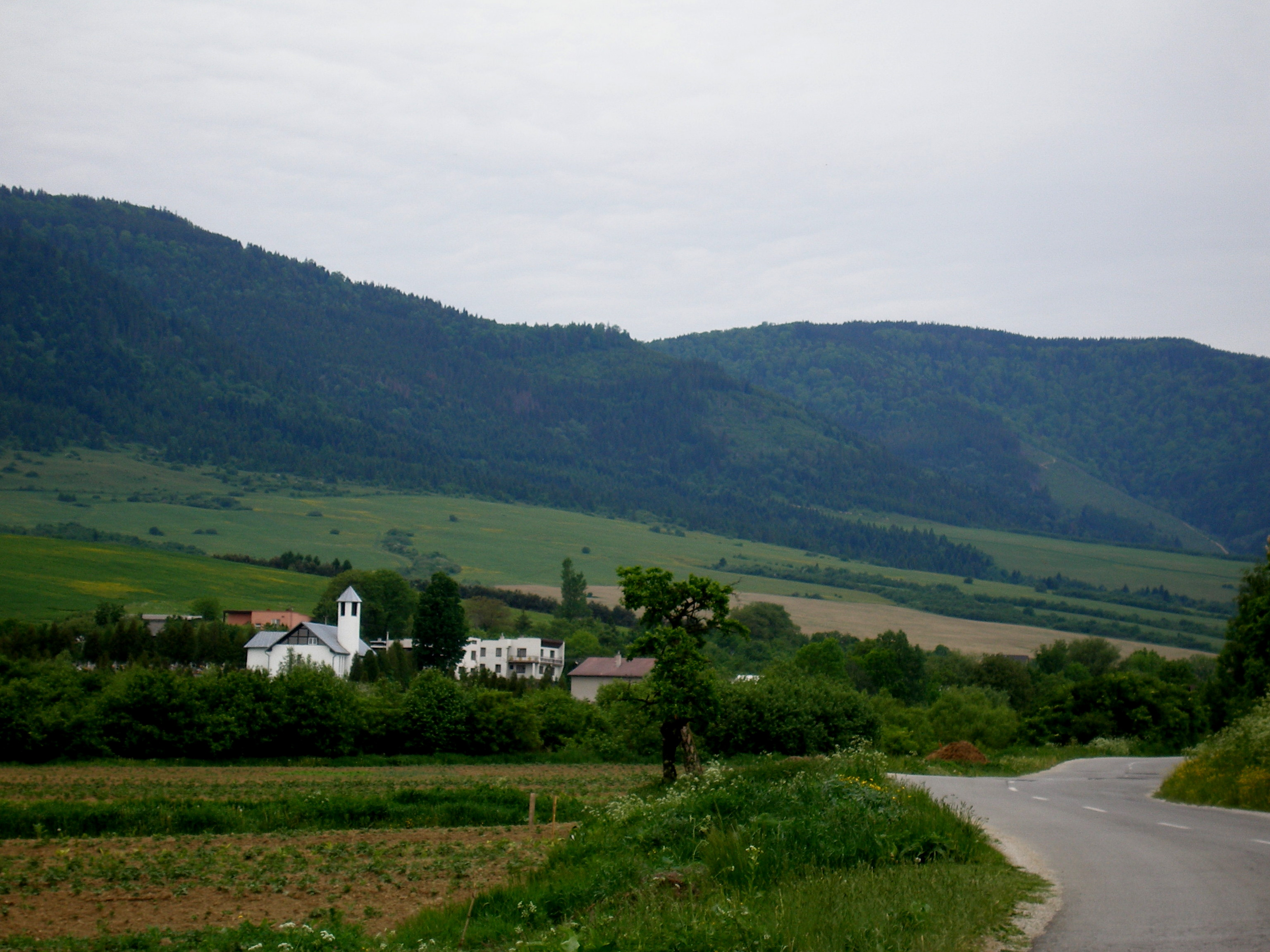
Krásna Lúka

Krásna Lúka (Hongaars: Széprét) is een Slowaakse gemeente in de regio Prešov, en maakt deel uit van het district Sabinov.
Krásna Lúka telt 714 inwoners.